# دراسات جينية على الأتراك

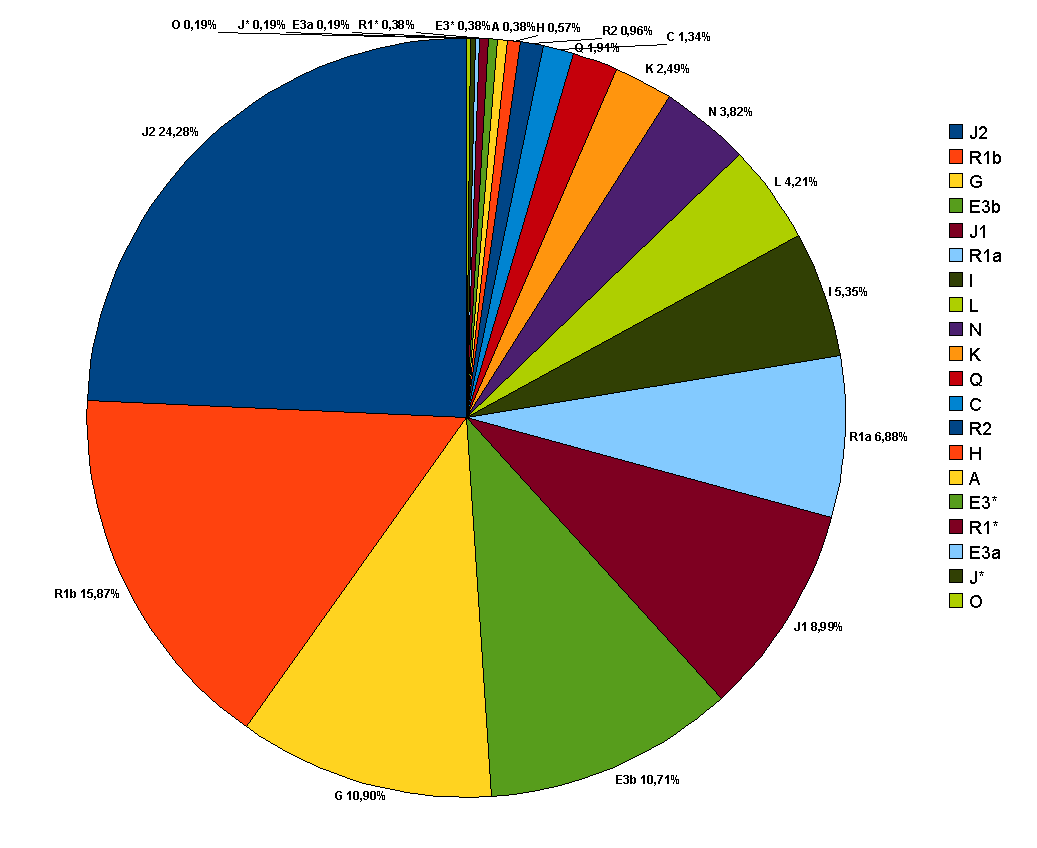
توزيع هابلوغروب Y كروموسوم للشعب التركي

تم إجراء بحث في علم الوراثة السكانية على أصل الشعب التركي الحديث (لا ينبغي الخلط بينه وبين الشعوب التركية) في تركيا . هذه الدراسات ذات صلة بالتاريخ الديموغرافي للسكان بالإضافة إلى الأسباب الصحية، مثل الأمراض الخاصة بالسكان. سعت بعض الدراسات إلى تحديد المساهمات النسبية للشعوب التركية في آسيا الوسطى، حيث بدأ السلاجقة الأتراك الهجرة إلى الأناضول بعد معركة ملاذكرد عام 1071، مما أدى إلى إنشاء سلطنة الأناضول السلجوقية في أواخر القرن الحادي عشر ، والسكان السابقين في المنطقة الذين تم استيعابهم ثقافيًا خلال العهدين السلجوقي والعثماني .
يبدو التباين الجينومي التركي، إلى جانب العديد من مجموعات سكان غرب آسيا الأخرى، أكثر تشابهًا مع التباين الجينومي لسكان جنوب أوروبا مثل الإيطاليين الجنوبيين. تأثرت جينومات غرب آسيا، بما في ذلك الجينوم التركي، تأثرًا كبيرًا بالسكان الزراعيين الأوائل في المنطقة، وساهمت أيضًا الحركات السكانية اللاحقة، مثل تحركات المتحدثين باللغة التركية، في هذا التنوع. غير أن التباين الجيني لمختلف السكان في آسيا الوسطى «وصِف بصورة سيئة»، وقد يكون سكان غرب آسيا أيضًا «مرتبطين ارتباطًا وثيقًا بالسكان في الشرق».
وجدت دراسات متعددة أوجه تشابه أو أصل مشترك بين الشعب التركي والسكان الحاليين أو التاريخيين في البحر الأبيض المتوسط وغرب آسيا والقوقاز. وجدت العديد من الدراسات مساهمات من آسيا الوسطى.

## التدفق الجيني من آسيا الوسطى

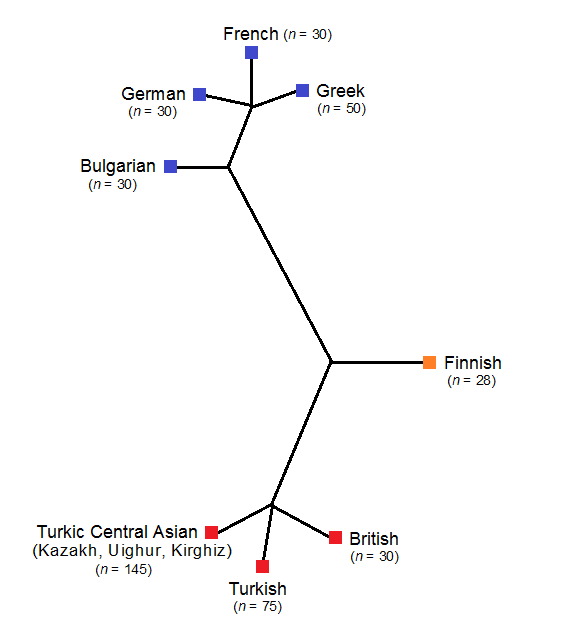
شجرة ربط الجيران للمجموعات السكانية الأوروبية والتركية في آسيا الوسطى والأتراك (الأناضول) التي تم إنشاؤها من تسلسلات HVS I. ميرجن وآخرون. (2004) مجلة علم الوراثة. المجلد 83. ص 46

بحثت العديد من الدراسات في مدى مساهمة تدفق الجينات من آسيا الوسطى إلى الأناضول في التجمع الجيني للشعب التركي ودور مستوطنة أتراك الأوغوز في القرن الحادي عشر. تعد آسيا الوسطى موطنًا للعديد من السكان الذين «يُظهرون مجموعة من السمات الأنثروبولوجية المختلطة للأوراسيين الشرقيين والأوراسيين الغربيين»، أظهرت دراستان أن الأويغور لديهم أصول 40-53% مصنفة على أنها شرق آسيا، والباقي مصنف على أنه أوروبي، وقدرت دراسة أخرى السلالة المرتبطة بأوروبا بنسبة 36%. اقترحت دراسة تعدد أشكال النوكليوتيدات المفردة الصبغية لعام 2018 أن السهوب الأوراسية انتقلت ببطء من المجموعات الهندية الأوروبية والمتحدثة بالإيرانية ذات الأصول الأوروبية الآسيوية الغربية إلى زيادة أصول شرق آسيا مع المجموعات التركية والمنغولية في 4000 عام الماضية، بما في ذلك الهجرات التركية واسعة النطاق خارج منغوليا والاستيعاب البطيء للسكان المحليين.
أشارت دراستان سابقتان (2000 و2002) إلى أنه على الرغم من أن استيطان الأتراك في الأناضول كان له أهمية ثقافية، بما في ذلك إدخال اللغة التركية والإسلام، فإن المساهمة الجينية من آسيا الوسطى قد كانت طفيفة. أظهرت دراسة عالمية في عام 2020 تناولت تسلسل الجينوم الكامل أن الأتراك لديهم نسبة أقل من الأجزاء الجينومية المتطابقة داخل المجتمع بالمقارنة مع بقية العالم، مما يشير إلى اختلاط مع مجموعات سكانية بعيدة.
وجدت دراسة أجريت عام 2003 أن بعض بقايا شيونغنو من منغوليا كانت لها سلالات وراثية من الأب والأم، والتي عُثر عليها أيضًا في أشخاص من تركيا الحديثة.  تنتمي معظم (89%) تسلسلات شيونغنو في هذه الدراسة إلى المجموعات الفردانية الأمومية الآسيوية، إلا أن دراسات أخرى أظهرت تكرارًا أعلى بكثير للمجموعات الفردانية الأمومية والأبوية الغربية الأوراسية في عينات شيونغنو، مما يشير إلى تنوع السكان. يعود تاريخ الاتصال بين سكان غرب وشرق أوراسيا إلى ما قبل فترة شيونغنو.
بحثت دراسة نشرت في عام 2003 في جينات مستضد الكريات البيض البشرية للتحقيق في تقارب بعض القبائل المنغولية مع الألمان وأتراك الأناضول. وجِد أن الألمان وأتراك الأناضول كانوا على مسافة متساوية من السكان المنغوليين. لم يُعثر على علاقة وثيقة بين أتراك الأناضول والمنغوليين على الرغم من العلاقة الوثيقة بين لغاتهم والجوار التاريخي المشترك.
خلصت دراسة أجريت على 75 شخصًا من مختلف أنحاء تركيا إلى أن «التركيب الجيني للحمض النووي المتقدري لدى السكان الأتراك يحمل بعض أوجه التشابه مع السكان الأتراك في آسيا الوسطى».
قدرت دراسة أجريت عام 2001 لمقارنة سكان أوروبا المتوسطية والشعوب الناطقة بالتركية في آسيا الوسطى المساهمة الجينية لآسيا الوسطى في مواضع الصبغي Y الأناضولية الحالية (تكرار ثنائي وستة تكرارات ترادفية قصيرة) وتجمع جينات الحمض النووي المتقدري بنحو 30%. وجد تحليل تعدد أشكال النوكليوتيدات المفردة عالي الدقة لعام 2004 للحمض النووي للصبغيات Y في العينات التي جُمعت من بنوك الدم وبنوك الحيوانات المنوية وطلاب الجامعات في ثماني مناطق في تركيا، دليلًا على وجود إشارة ضعيفة، ولكن يمكن اكتشافها (<9%) من تدفق الجينات الأبوية الحديثة من وسط تركيا. خلصت دراسة أجريت عام 2006 إلى أن المساهمات الحقيقية لآسيا الوسطى في الأناضول كانت 13% للذكور و22% للإناث (مع نطاقات واسعة من فترات الثقة)، وأن استبدال اللغة في تركيا ربما لم يكن متوافقًا مع نموذج هيمنة النخبة. لوحظ لاحقًا أن مساهمة الذكور من آسيا الوسطى في السكان الأتراك فيما يتعلق بمنطقة البلقان كانت 13%. بالنسبة لجميع السكان غير الناطقين باللغة التركية، كانت مساهمة آسيا الوسطى أعلى منها في تركيا. وفقًا للدراسة، «يجب النظر في المساهمات التي تتراوح بين 13% -58% بحذر لأنها تنطوي على شكوك بشأن حالة الغزو قبل الرحل والتحركات المحلية اللاحقة».
في دراسة أجريت عام 2015، كانت العينات التركية في منطقة غرب أوراسيا التي تتكون من «كل من أوروبا القارية، وسردينيا، وصقلية، وقبرص، وغرب روسيا، والقوقاز، وتركيا، وإيران، وبعض الأفراد من طاجيكستان وتركمانستان». في هذه الدراسة، كان النسب من شرق آسيا واضحًا أيضًا في العينات التركية، مع الأحداث التي وقعت بعد عام 1000 ميلادي والتي تشمل مصادر آسيوية لعبت دورًا مهمًا في تحديد أصل تركيا ومنطقتها.
اعتبارًا من عام 2017، لم يُدرس التنوع الوراثي في آسيا الوسطى بشكل جيد، مع وجود بيانات قليلة أو معدومة عن تسلسل الجينوم الكامل في بلدان مثل تركمانستان وأفغانستان. لذلك، هناك حاجة لدراسات مستقبلية شاملة على مستوى الجينوم. قد يكون الشعب التركي، وغيره من سكان غرب آسيا، مرتبطين ارتباطًا وثيقًا بسكان آسيا الوسطى مثل أولئك القريبين من غرب آسيا.

## تسلسل الجينوم الكامل
أظهرت دراسة لتسلسل الجينوم الكامل للوراثة التركية، أجريت على 16 فردًا، أن السكان الأتراك يشكلون مجموعة مع السكان في جنوب أوروبا ومنطقة البحر الأبيض المتوسط، وأن المساهمة المتوقعة من السكان الشرقيين الآسيويين الأصليين تبلغ 21.7% (مما يعكس على الأرجح أصلًا من آسيا الوسطى). ومع ذلك، لا يوفر ذلك تقديرًا مباشرًا لمعدل الهجرة بسبب عوامل مثل السكان الأصليين المساهمين غير المعروفين. بالنظر إلى أن الأوروبيين والأمريكيين الأصليين قد يشتركون في أصل من شمال أوراسيا القديم، «يُعثر على نسبة كبيرة من أصول شمال أوراسيا القديمة في الملف الوراثي التركي، وهذا يتطلب مزيدًا من الدراسة».
أسفرت دراسة أخرى في عام 2021، التي نظرت في الجينومات الكاملة وتسلسل الإكسوم لعينات تركية غير مرتبطة من 3,362 شخصًا، عن تأسيس أول متغير وراثي تركي، ووجدت الدراسة «تداخل واسع بين سكان البلقان، القوقاز، الشرق الأوسط، وأوروبا» بما يتماشى مع تاريخ تركيا. علاوة على ذلك، كان هناك عدد كبير من المتغيرات الجينومية والإكسومية النادرة الفريدة للسكان الأتراك في الوقت الحاضر. كان السكان المجاورين في الشرق والغرب، وسكان توسكان في إيطاليا، الأقرب إلى السكان الأتراك من حيث التشابه الجيني. اكتشِفت المساهمة من آسيا الوسطى في الجينات الأمومية والأبوية والجينات الذاتية، بما يتماشى مع الهجرة التاريخية والتوسع للترك الأوغوز من آسيا الوسطى. قُدر تدفق الحمض النووي الجسدي من آسيا الوسطى بنحو 10%. باستخدام المجموعات الفردانية التي لا توجد إلا في آسيا الوسطى، قدرت الدراسة مساهمات الأب والأم في آسيا الوسطى. قُدرت مساهمة الأب بما يتراوح بين 8.5% إلى 15.6% بناءً على المجموعات الفردانية سي وأو.